# Simtek
Simtek was een Brits Formule 1-team onder leiding van Nick Wirth. Het team deed mee aan 21 races en behaalde geen punten. Het bedrijf bestond van 1989 tot 1995 en werd opgericht door Nick Wirth en Max Mosley. In 1994 en 1995 nam het met een eigen team deel aan het Wereldkampioenschap Formule 1.

## Geschiedenis

### Oprichting
Simtek Research (Simtek staat voor Simulation Technology) werd in 1989 opgericht door ontwerper Wirth en Max Mosley. In de beginfase werkte men vooral voor anderen, zo maakte Simtek een F1-auto voor BMW maar het Duitse bedrijf blies het project uiteindelijk af waarna Andrea Moda er in 1992 mee reed. Toen Mosley datzelfde jaar president van de FIA werd verkocht hij zijn aandelen aan Wirth. Na nog een geannuleerd F1-project met Bravo besloot Wirth met Simtek een poging te wagen en richtte hij Simtek Grand Prix op. Oud-wereldkampioen Jack Brabham werd aandeelhouder en zijn zoon David werd een van de coureurs.
Vanaf het begin waren er financiële problemen en als tweede coureur moest een pay-driver worden aangetrokken. Dat werd voor de eerste vijf races de Oostenrijker Roland Ratzenberger. MTV werd hoofdsponsor. In het begin van het seizoen werd al duidelijk dat Simtek tekortschoot om punten te scoren. Bij de Grand Prix van San Marino trof een tragedie het team, Ratzenberger had tijdens de training zijn auto beschadigd bij een uitstapje naast de baan, testte daarna of hij nog grip had en begon vervolgens aan een nieuwe ronde. De auto vloog in een snelle bocht van de baan doordat zijn voorvleugel afbrak en onder zijn wagen belandde en zo stuurloos was. Ratzenberger verongelukte met een snelheid van 314 km per uur in de betonnen muur. Ratzenberger brak bij de impact zijn nek en had een schedelbasisfractuur. Miljoenen mensen zagen op tv hoe Ratzenberger op het circuit uit zijn auto werd gehaald en gereanimeerd werd. Onderweg naar het ziekenhuis stierf Ratzenberger aan zijn verwondingen.

### Geen punten
De volgende race in Monaco startte het team met alleen Brabham, in Spanje was Andrea Montermini aangetrokken als vervanger van Ratzenberger, maar de Italiaan crashte zwaar in de training en raakte geblesseerd. Twee races later werd Jean-Marc Gounon de vaste tweede coureur van het team voor hij drie races voor het eind vertrok en Wirth Domenico Schiattarella en Taki Inoue een kans gaf. Simtek bleek in het eerste jaar niet snel. Niet zo hopeloos als Pacific maar punten bleven ver weg, het beste resultaat was een negende plaats van Gounon bij de Grand Prix van Frankrijk.
Voor het seizoen 1995 vertrok Brabham. Domenico Schiattarella mocht blijven en zou de tweede helft van het seizoen vervangen worden door Hideki Noda. Naast Schiattarella werd Jos Verstappen coureur, hij werd door Benetton een jaar uitgeleend. Verstappen liet zich zeer lovend uit over de auto en Wirth hoopte op aansluiting bij het middenveld. Tijdens de tweede race van het seizoen liet Verstappen zien waar de Simtek toe in staat was, in de verregende race in Argentinië vocht hij zelfs met Gerhard Berger in de Ferrari. Een versnellingsbakprobleem beëindigde zijn race voortijdig. 

### Faillissement
Hierna kwam Simtek alleen nog maar in het nieuws met financiële problemen, enkele sponsors betaalden niet en Noda's hoofdsponsor trok zich terug na de aardbeving in Kobe. Hierdoor moest Wirth na de Grand Prix van Monaco de deuren van zijn team sluiten. Verstappen keerde terug naar Benetton als testcoureur, Wirth ging ook bij dat team aan de slag.

## Resultaten
| Kleur  | Resultaat                              |
| ------ | -------------------------------------- |
| Goud   | Winnaar                                |
| Zilver | Tweede plaats                          |
| Brons  | Derde plaats                           |
| Groen  | Gefinisht (punten behaald)             |
| Blauw  | Gefinisht (geen punten behaald)        |
| Blauw  | Niet geklasseerd (NC)                  |
| Paars  | Uitgevallen (DNF)                      |
| Rood   | Niet gekwalificeerd (DNQ)              |
| Zwart  | Gediskwalificeerd (DSQ)                |
| Wit    | Niet gestart (DNS)                     |
| Blanco | Gewond (INJ)                           |
| Blanco | Uitgesloten (EX)                       |
| Blanco | Teruggetrokken (WD) / Niet deelgenomen |
| P      | Poleposition                           |
| S      | Snelste ronde                          |

| Jaar | Chassis     | Motor      | Banden | Coureurs               | 1   | 2   | 3   | 4   | 5   | 6   | 7   | 8   | 9   | 10  | 11  | 12  | 13  | 14  | 15  | 16  | 17  | Punten | WK-plaats |
| ---- | ----------- | ---------- | ------ | ---------------------- | --- | --- | --- | --- | --- | --- | --- | --- | --- | --- | --- | --- | --- | --- | --- | --- | --- | ------ | --------- |
| 1994 | Simtek S941 | Ford HB V8 | G      |                        | BRA | PAC | SMR | MON | ESP | CAN | FRA | GBR | GER | HUN | BEL | ITA | POR | EUR | JPN | AUS |     | 0      | NC        |
| 1994 | Simtek S941 | Ford HB V8 | G      | David Brabham          | 12  | DNF | DNF | DNF | 10  | 14  | DNF | 15  | DNF | 11  | DNF | DNF | DNF | DNF | 12  | DNF |     | 0      | NC        |
| 1994 | Simtek S941 | Ford HB V8 | G      | Roland Ratzenberger    | DNQ | 11  | DNS |     |     |     |     |     |     |     |     |     |     |     |     |     |     | 0      | NC        |
| 1994 | Simtek S941 | Ford HB V8 | G      | Andrea Montermini      |     |     |     |     | DNQ |     |     |     |     |     |     |     |     |     |     |     |     | 0      | NC        |
| 1994 | Simtek S941 | Ford HB V8 | G      | Jean-Marc Gounon       |     |     |     |     |     |     | 9   | 16  | DNF | DNF | 11  | DNF | 15  |     |     |     |     | 0      | NC        |
| 1994 | Simtek S941 | Ford HB V8 | G      | Domenico Schiattarella |     |     |     |     |     |     |     |     |     |     |     |     |     | 19  |     | DNF |     | 0      | NC        |
| 1994 | Simtek S941 | Ford HB V8 | G      | Taki Inoue             |     |     |     |     |     |     |     |     |     |     |     |     |     |     | DNF |     |     | 0      | NC        |
| 1995 | Simtek S951 | Ford ED V8 | G      |                        | BRA | ARG | SMR | ESP | MON | CAN | FRA | GBR | GER | HUN | BEL | ITA | POR | EUR | PAC | JPN | AUS | 0      | NC        |
| 1995 | Simtek S951 | Ford ED V8 | G      | Domenico Schiattarella | DNF | 9   | DNF | 15  | DNS |     |     |     |     |     |     |     |     |     |     |     |     | 0      | NC        |
| 1995 | Simtek S951 | Ford ED V8 | G      | Jos Verstappen         | DNF | DNF | DNF | 12  | DNS |     |     |     |     |     |     |     |     |     |     |     |     | 0      | NC        |